# Alois Ugarte (1749-1817)
Alois Ugarte, detto il Vecchio (Graz, 15 dicembre 1749 – Graz, 18 novembre 1817), è stato un politico e nobile boemo.

## Biografia
Proveniente dalla nobile famiglia boema degli Ugart, di origini basche, Alois era il minore dei figli del conte Jan Nepomuk Ugarte, presidente del tribunale provinciale della Bassa Austria e direttore del teatro di corte di Vienna, e di sua moglie, la contessa Marie Vilemína Rabutin de Souches; dalla famiglia della madre ereditò la tenuta di Jevišovice.
Da giovane frequentò il Theresianum, dopo di che entrò a far parte del servizio civile austriaco. Nel 1769 divenne consigliere della corte d'appello della Boemia, divenendo in seguito vicepresidente della provincia della Galizia. Le province galiziane di Ugartsthal e Ugartsberg vennero così chiamate in suo onore. Nel 1786 entrò nel consiglio di corte ed il 14 agosto 1787 venne nominato governatore della Moravia. Divenne anche presidente della corte d'appello di Brno. In occasione dell'incoronazione dell'imperatore Leopoldo II del Sacro Romano Impero a Praga come re di Boemia, venne nominato membro del consiglio della corona. Dopo quindici anni in carica, nel 1802 l'imperatore Francesco I lo nominò cancelliere supremo di Boemia. Nel 1805 e nuovamente nel 1811 ricoprì la carica di commissario di corte nell'elezione dell'arcivescovo di Olomouc. Nel 1813 venne nominato ministro di stato e responsabile degli affari interni, divenendo anche dal 1813 al 1814 ministro delle finanze.
Si interessò largamente allo sviluppo della Boemia e, come protettore della Società Economica della Moravia e della Slesia, avviò per primo un allevamento di pecore nei suoi possedimenti di Jevišovice, Kravsko, Přímětice e Rosice.